# 도모토 츠요시
도모토 쓰요시(일본어: 堂本 剛, 1979년 4월 10일 ~ )는 일본의 가수, 배우이며, 남성 아이돌 듀오 KinKi Kids의 멤버이다.
나라현 출신. 개인 사무소 소속. 같은 그룹의 멤버인도모토 코이치와는 성씨만 같을뿐 혈연관계는 없다.

## 내력

### 성장
1979년 4월 10일, 나라 현 나라시에서 도모토가(家)의 장남으로서 탄생. 6살 위의 누나가 있다. 〈강한 아이로 자라도록〉이라고 하는 마음을 담아, 아버지가 〈쯔요시(剛)〉라는 이름을 지어주셨다. 1983년, 사이다이지 유치원에 입원. 1986년, 나라 시립 사이다이지키타 초등학교에 입학. 농구부에 들어가, 자택의 마당에 골을 만들어 달라고 해, 매일 연습했다. 어른이 되고 나서도 자신이 출연하는 드라마 《청의 시대》나 《어린 시절》에서 그 모습을 보이거나, 자신의 관 프로그램인 《도모토 쯔요시의 쇼지키 신도이》에서 팀을 만들어 경험자들과 시합을 하기도 했다.

### 아역 시절
초등학교 시절에는 오사카시 키타 구에 있는 지도 극단 《극단 아카데미》에 입속해, 도모토 나오히로(堂本 直宏)라는 예명으로, 아역으로서 무대·드라마·CM 등에 출연했다. 키타지마 사부로의 무대에서는 부모와 자식 역할로 공동 출연하거나, 다운타운이 칸사이 로컬 시절에 했던 〈다운타운 이야기〉(마이니치 방송) 등의 프로그램에 출연했다. 이 외에도 사무소 입소 전에 〈도모토 나오히로〉로서 코쿠분 타이치 등 일부 쟈니즈 탤런트와 공동 출연한 에피소드도 있다. 참고로 〈나오히로〉라는 예명의 유래는, 누나의 첫사랑의 이름으로부터. 초등학교 5학년으로 아역 활동은 접고, 6학년부터는 학업에 전념한다.

### 쟈니즈 사무소 입소
초등학교 6학년 때, 어머니와 누나가 본인 몰래 이력서를 쟈니즈 사무소에 보낸 것이 계기로, 히카루GENJI의 콘서트에 초대된다. 당시에는 농구에 몰두해 중학 수험도 치렀기 때문에, 사무소에 들어갈 생각은 없고 거절할 예정이었지만, 1991년 5월 5일, 〈거절하기로 해도 자신의 입으로 말하세요〉라고 들어 어머니와 함께 요코하마 아레나에서 콘서트를 감상하고, 도모토 코이치와 만난다. 그리고 코이치와 함께, 사무소 입소를 정한다. 1992년, 나라 시립 헤이죠 중학교에 입학. 고향인 나라에서 중학교에 다니며, 일이 있을 때마다 신칸센으로 나라와 도쿄를 왕복했다. 중학교 2학년 10월, 14세의 나이에 상경. 상경 후에는 사무소의 합숙소에 살며, 오카다 준이치와 같은 방에서 생활한 적도 있다.
1993년 4월 4일, ABC TV 《KISS 했어? SMAP》에서 처음으로 〈Kinki Kids〉란 그룹명을 발표.
그 후의 KinKi Kids로서의 활동에 대해서는 킨키 키즈#경력을 참조.
1994년에 출연한 《인간·실격~만약 내가 죽는다면~》, 1995년부터 1997년에 출연한 《킨다이치 소년의 사건부》 시리즈는 높은 시청률을 기록. 솔로로 엔딩 테마 〈혼자가 아니야〉도 담당했다.
2000년 여름, KinKi Kids 편집의 단행본 《도모토 모드》의 취재로 건강 진단을 받았을 때, 긴 시간동안 B형이라고 공언했던 혈액형이 실은 AB형이었던 것을 발견.
2002년 5월 29일, 싱글 〈거리/맹목적인 사랑의 법칙〉으로 도모토 쯔요시 명의로 솔로 데뷔.
2005년에는, TOKIO의 코쿠분 타이치와 함께 기간 한정 유닛 〈토라지·하이지〉로도 활동.
2006년 10월 19일, 첫 솔로 사진집 〈솔직히 I LOVE YOU〉를 발매.
2008년 4월 20일, 나라 시 관광 특별 대사에 취임.

### 돌발성 난청
2017년 6월 19일 드라마 <우리들의 용기 미만시티 2017>촬영 중 "왼쪽 귀를 시작으로 오른쪽 귀까지 들리지 않는"등의 증세가 나타나 <돌발성 난청>으로 진단되었다. 같은 달 27일 신중을 기해서 입원하였다. 같은 달 28일 생방송 <테레토 음악제 2017>과 7월 1일 생방송 <THE MUSIC DAY>의 출연을 보류하였다. 7월 4일에 퇴원하고 통원 치료. 7월 15일과 16일 요코하마 스타디움에서 열린 데뷔 20주년 행사 <KinKi Kids Party~20주년>의 라이브 현장 출연은 단념하였지만, 도쿄 도내에서 생중계 연결을 통한 영상 출연으로 노래를 선 보였다. 7월 20일 문화 방송의 특집 <You들 드디어 스무살이다!, KinKi Kids 돈나몬야! 3시간 생방송 스페셜!>에는 예정대로 생방송으로 출연을 하였다. 다음 날 21일 <ZIP!> 에 퇴원 이후 처음으로 텔레비전 생방송 출연을 하였다. <SUMMER SONIC 2017 (8월 19일 치바/20일 오사카)>과 <이나즈마 록 페스피벌 2017 (9월 17일 시가)>의 출연이 예정되어 있었으나, 라이브를 실시할 정도로 회복에 이르지 못했다는 담당 의사의 판단에 따라 출연을 보류하였다. 9월 1일~3일 교토 <헤이안 신궁>에서 개최 예정이었던 솔로 공연도 중지되었다. 그리고 10월 29일 <테레비 아사히 드림 페스티벌 2017>에서 음악 활동을 재개. 5월 31일 녹화한 음악 프로그램 <MTV언플러그드> 이후 151일 만에 KinKi Kids 두 사람이 무대에 함께 올랐다.
2018년 6월 7일 2년 만의 솔로 라이브 <ENDRECHERI TSUYOSHI DOMOTO> NHK홀 라이브에서 2017년 12월에 의학적 치료를 마친 후에는 침 치료로 전환하였으며, 어느 정도 증상은 회복되고 있지만 완치는 어렵다고 생각된다는 등의 현상을 보고하였다.

## 인물

### 성격·특징
- 10대 때는 주위의 기대에 부응하기 위해 자신을 눌러 나타내지 않는 점도 많았지만, 〈연예인이라기보다, 한 남성으로서, 한 인간으로서 생활해 가고 싶다〉, 〈거짓말을 하지 않고, 팬에게도 자신의 있는 그대로를 보여주고 싶다[7]〉라는 생각을 강하게 갖고 있다.
- 고향인 나라를 각별히 사랑한다. ENDLICHERI☆ENDLICHERI의 앨범명(라이브명)이 〈Neo Africa Rainbow Ax〉로 세로반전이 되어 있거나, 2008년, 나라 100년 회관(나라 현 나라 시)에서 라이브를 행한 것을 시작으로 야쿠시지(나라 현 나라 시)나 국영 아스카 역사 공원(나라 현 타카이치 군 아스카무라)에서도 라이브를 행했다. 또, 《도모토 쯔요시의 쇼지키 신도이》나 《도모토 쯔요시의 코코로미》 등 프로그램의 기획에서 가거나, 〈나라는 자신의 원점〉 〈아이가 생긴다면 나라에서 기르고 싶다[8]〉 등, 고향에 관련한 발언도 많다. 일본의 아악에 흥미가 있어, 헤이안 신궁에서 라이브를 행하는 등 절과 신사에도 인연이 깊은 것으로부터, 2013년에는 《세계 불가사의 발견!》에서 일본 서기나 고사기에 쓰인 〈국토 양보 신화〉에 스포트라이트를 비춘 회에서 내레이션에도 첫 도전했다[9].
- 사랑이라고 하는 말이나 개념에 깊은 생각이 있어, 가족이나 자신의 소중한 사람에게 대하는 사랑, 자신을 향한 사랑을 소중히 해, 음악 등으로 자신도 사랑을 발신해가고 싶다는 주지를, MC나 인터뷰 등에서 자주 말하고 있다. 또, 쟈니즈 사무소의 휴대 사이트 〈Johnny's web〉에서는 〈Love Fighter〉라고 하는 타이틀로 연재하고 있다.
- 할아버지 품에서 자란 아이였기 때문에, 할아버지가 생전 입원했던 때에는 바쁜 시기여도 짬을 내어 문병을 가, 돌아가신 후에도 매년 나라 현까지 오하카마이리를 하러 가고 있다. 또, 누나와도 사이가 좋아, 6년 연상의 누나는 본인이 말하기를 〈상냥한 사람〉으로, 싸운 적이 없다고 한다.
- 드라마 수록의 틈에 여배우와 이야기하는 것이 서툴렀지만[7], 미즈카와 아사미와는 사이가 좋아져 그 후에도 교류가 이어지고 있다[10].

### 취미·기호
- 개그(오와라이)를 좋아해, 초등학생 때에는 〈익힌 미즈나 놈(水菜の煮たやつ)〉이라고 하는 개그 콤비를 결성해 개그맨을 목표했던 적도 있다[11].
- 만화, 애니메이션을 좋아해, 《비바 BLUES (제33권)》에 등장하게 된 적도 있다(작자인 모리타 마사노리 씨는 《쇼지키 신도이》의 오프닝에 애니메이션용 일러스트를 제공). 그 외에 《드래곤볼》도 좋아해, 《도모토 형제》에서 토리야마 아키라에 대해 이야기하거나, 라디오 등에서 드래곤볼 관련 소재를 이야기하기도 한다. 또 잡지에서 〈좋아하는 만화(애니)는 무엇인가〉라는 질문에 《초시공요새 마크로스》라고 대답해, 첫사랑은 마크로스의 헤로인·링 밍메이라고 답했다.
- 미니어처 닥스훈트를 길렀는데, 이름은 켄시로이다. 잡지의 그라비아 등에도 본인과 함께 가끔 등장하고 있다. 이름은 좋아하는 만화인 《북두의 권》의 주인공으로부터 따왔다. 켄시로는 2015년 4월 11일, 무지개 다리를 건넜다.
- 함께 키우던 다른 애완견 타이슨은 2017년 9월 8일, 무지개 다리를 건넜다고 한다.
- 낚시에 빠져, 물고기에도 정통하다. 집에서 열대어·대형어를 시작으로 다양한 물고기를 기르고 있어, 솔로 프로젝트 네임으로도 되어있는 폴립테루스 엔드리케리 엔드리케리는 40마리 가깝게 기르고 있다.

### 음악
- 일본의 음악에서는 Mr.Children·CHAGE and ASKA·DREAMS COME TRUE·시이나 링고·TUBE를 즐겨 듣는다. Mr.Children이나 TUBU에 대해서는 자신의 프로그램 내에서나 콘서트에서 악곡을 부르는 경우도 많다. 처음으로 산 CD는 ASKA의 〈시작은 언제나 비〉로, 2013년에 첫 커버 앨범 《카바》를 발매한 때에는 악곡을 수록해, 각 잡지나 ASKA와의 대담에서도 추억을 이야기했다. DREAMS COME TRUE는, 쯔요시가 그들의 악곡 〈MARRY ME?〉가 좋다고 한 것으로부터 그 앤서 송으로 〈있지, 힘낼게.〉를 KinKi Kids에 제공받거나, 사적으로도 라이브를 보러 가거나, 3명이서 만나거나 하는 등 교류가 깊다. 《도모토 쯔요시의 쇼지키 신도이》에서는 3명이서 게릴라적인 스트리트 라이브를 행했다.
- 서양 음악에서는 블랙 뮤직을 즐겨 들어, 특히 펑크에 관해 깊은 생각이 있다. 특히 지미 헨드릭스와 슬라이&더 패밀리 스톤을 좋아한다.
- 《LOVE LOVE 사랑해》에서 공동 출연해 기타를 배운 요시다 타쿠로 외, 《도모토 형제》에서 공동 출연한 THE STREET SLIDERS의 츠치야 코헤이에게도 적극적으로 펑키 기타를 배워, 다양한 장르의 음악을 권받아 자신의 음악 폭을 넓혔다.
- J-FRIENDS 명의로 활동했을 때, 마이클 잭슨에게 전화로 직접 가창 지도를 받은 적이 있다.
- 이마이 츠바사, 니노미야 카즈나리, 오카다 준이치, KAT-TUN 등, 후배에게도 곡을 제공하고 있다.
- 솔로 데뷔 싱글에 수록되어있는 〈맹목적인 사랑의 법칙〉이나 〈당신〉, 〈사랑 덩어리〉 등 여성 가사로 발표한 작품도 많다. 솔로 음악 활동에 대해서는 〈솔로 프로젝트〉를 참조.

### 패션·디자인
- 2004년도의 베스트 지니스트에 선택되었다.
- 2005년, 여성지 《SEDA》에서 처음으로 남성 탤런트 중 기용되어, 여성 모델·카에데와 2숏으로 표지를 장식한다[12]. 또, 2005년 9월호부터 2011년 12월호까지 연재 〈쯔요코레 TSUYOSHI COLLECTION〉을 게재하고 있던 여성 패션 잡지 《PS》 주최의 〈PS Premium Live 2009 Happy7〉(2009년 10월 5일, Zepp Tokyo)에서는 시크릿 게스트로서 참가했다.
- 옷의 색으로 좋아하는 건 보라, 초록, 핑크(특히 쇼킹 핑크 등 채도가 높은 것). 또, 바깥에 나갈 때에 변장 등은 하지 않지만, 반대로 사람들이 그다지 말을 걸지 않는다고 한다. 여성보다 남성이 말을 거는 경우가 많다고 한다(잡지 인터뷰나 라이브 MC, 음악 프로그램 등). 아디다스를 좋아해, 평소에도 동 브랜드의 옷이나 소품을 착용하고 있어, 2010년 2월부터는 〈adidas Originals〉의 〈BE Originals 캠페인〉 이미지 캐릭터로 발탁되었다[13].
- 옷을 고를 때에는 레이디스, 멘즈에 구애받지 않고 골라, 늘 오리지널리티를 원해, 입고싶은 것을 입는다. 그것이 가끔은 남들에게 기발하다고 듣거나 〈이미지가 나쁘다〉라고 사무소로부터 혼난 적도 있지만, 〈인생은 한 번뿐〉이라며 자신의 스타일을 계속 일관해온 결과, 누구도 입지 않을듯한 화려한 옷이나 이상한 아이템도 〈쯔요시스럽네〉라고 들을정도가 되었다고 한다.
- 시나 일러스트를 그리거나 사진을 찍는 경우가 많아, 잡지 연재에도 자주 게재된다.
- 2013년, 나카가와 겐 시장에게 의뢰받아 나라 시의 모자 건강 수첩의 디자인을 무상으로 만들었다.[8].
- 2016년부터,《ATSUSHI NAKASHIMA (아츠시 나카시마)》콜렉션 쇼의 음악을 담당하고 있다.
  - 2016년 9월 23일 「2017년 S/S 밀라노 콜렉션」
  - 2017년 2월 23일 「2017년 A/W 밀라노 콜렉션」
  - 2017년 9월 20일 「2018년 S/S 밀라노 콜렉션」
  - 2018년 2월 26일 「2018년 A/W 밀라노 콜렉션」- 음악 이외〈ENDRECHERI〉와 콜라보레이션 한 의상 아이템도 발의

## 솔로 프로젝트
TBS 계열 텔레비전 드라마 《꿈의 캘리포니아》의 주제가 〈거리〉가 반향을 일으켜, 2002년 4월 26일, 도모토 쯔요시 솔로 명의로 CD가 발매되는 것이 발표되어, 솔로 데뷔가 결정되었다. 동시에 7월부터 첫 솔로 투어를 행하는 것도 발표되었다. 2002년 5월 29일에 양 A면 싱글 〈거리/맹목적인 사랑의 법칙〉이 발매. KinKi Kids의 앨범에도 솔로로 자작곡을 수록했었지만, 솔로로의 싱글 발매는 이것이 처음이다. 또, 쟈니즈 사무소 소속 탤런트가 자작곡으로 데뷔하는 것도 처음이다.
2005년 12월, 프로젝트 ENDLICHERI☆ENDLICHERI를 EDWIN과의 콜라보레이션으로 시동했다. 동시에 2002년, 2004년의 솔로 활동에서는 구별되어있지 않았던 KinKi Kids로의 활동과 솔로로의 음악 활동을 분리. 본인의 의향에 의해, KinKi Kids의 라디오 프로그램에서는 악곡을 일절 틀지 않고, KinKi Kids 공식 사이트나 팬클럽 회보지 등에의 활동 게재를 하지 않는다. KinKi Kids의 회보 no.60 지상에, 〈ENDLICHERI☆ENDLICHERI로서의 활동은 다른 매체로 알리고 싶다〉라고 본인이 희망한 것이 스태프의 코멘트에 의해 밝혀져, 예정되어있던 라이브 레포트의 게재가 보류되었다. KinKi Kids 명의로 나가고 있는 잡지(아이돌 잡지 등)에서는 화제를 꺼내지 않는다, 레코드 회사나 콘서트 사무국을 사실상 분사 취급으로 하는 등, KinKi Kids 명의의 활동과는 완전히 분리된 활동을 하고 있다.
프로젝트 네임을 붙일 때, 본인은 〈《도모토 쯔요시(堂本剛)》라는 이름이라면, 분명히 《도모토 쯔요시=KinKi Kids》라는 아이돌로서의 이미지가 붙어버려, 아무리 음악에 힘을 주고 작품을 만들어도 대중은 그렇게 받아들여주지 않는 것이 많기 때문에, 그 이미지를 떼어내고 싶어서 다른 이름을 지었다〉라고 말하고 있다.
2011년 10월, 앨범 《Nippon》으로 구주 데뷔. KinKi Kids보다도 빠른 해외 데뷔가 되었다.
ENDLICHERI☆ENDLICHERI
2005년 겨울, 프로젝트 네임 《ENDLICHERI☆ENDLICHERI(엔드리케리 엔드리케리)》를 시동했다. 2008년은 《244 ENDLI-x(쯔요시 엔드릭스)》라는 아티스트 네임으로 활동했다.
프로젝트 《ENDLICHERI☆ENDLICHERI》는 폴립테루스 엔드리케리 엔드리케리라는, 아프리카산의 고대어로부터 땄다. 유래는 〈《많은 날개를 가진다》라는 의미의 이름이기 때문에, 자신의 음악도 날개를 타 많은 사람의 마음에 전해지도록〉 〈몹시 겁이 많은 기질의 물고기로, 그게 자기 자신과도 연결되기 때문에〉. 애칭은 〈엔드리〉 〈엔 상〉 〈드리〉 〈케리〉 등 몇 개의 후보가 있었지만, 우여곡절을 거쳐 〈케리〉에 정착했다.
본인은 〈ENDLICHERI☆ENDLICHERI를 라이프워크로 하고 싶다〉라고도 말하고 있다.
ENDLICHERI☆ENDLICHERI의 마스코트 캐릭터로서 〈Sankaku〉라는 캐릭터가 있다. ENDLICHERI☆ENDLICHERI 시동 시에 도모토 자신이 디자인해, 도모토 자신의 목소리를 가공해 얹어, dwango에서 착신 보이스로 전달되었다.
비 가 쿠[아름다움 나 하늘](美 我 空)
2009년 봄, 새롭게 아티스트 네임 《쯔요시(剛 紫)》로서 새로운 프로젝트 《비 가 쿠(美 我 空)》를 시동했다.
자신을 돌아보기 위해 프로젝트에서, 돌아볼 때가 왔다면 다시 시작하는 프로젝트라고 도모토는 말하고 있다.
SHAMANIPPON 샤마닛폰
2011년, 〈SHAMANIPPON〉이라고 하는 새로운 프로젝트를 시동.
ENDRECHERI
읽는 법은 <엔드리케리>. 이전의 <ENDLICHERI☆ENDLICHERI> 와 달리 LI에서 RE 가 되었다. 다시 시작한다는 등의 의미로 알려졌다. 2017년에는 공식 홈페이지가 새롭게 단장되고 프로젝트 이름이 발표되면서 <SUMMER SONIC 2017> 과 <이나즈마 록 페스티벌 2017> 에 출연 예정이 되었다. 2018년 3월 28일 새 앨범 <HYBRID FUNK>의 5월 2일 발매가 통보되어 새로운 프로젝트 이름이 널리 보도되었다. 앨범에서는 <ENDLICHERI☆ ENDLICHERI> 때의 캐릭터 <Sankaku> 가 재등장.

## 음반 작품
※ 프로젝트명과 명의 <ENDLICHERI☆ENDLICHERI>는 <E☆E> 로 표기.

### 싱글
|    | 발매일           | 타이틀                                                               | 명의                   | 프로젝트명          | 품번 | 비고                                       |
| -- | ---------------- | -------------------------------------------------------------------- | ---------------------- | ------------------- | --- | ------------------------------------------ |
| 1  | 2002년 5월 29일  | 街/溺愛ロジック 거리/맹목적인 사랑의 법칙                            | 도모토 쯔요시 (堂本剛) |                     | 【초회반(CD)】JECN-0027 【통상반(CD)】JECN-0028                                                                  | 양 A면 싱글                                |
| 2  | 2004년 6월 9일   | WAVER                                                                | 도모토 쯔요시 (堂本剛) |                     | 【초회반(CD)】JECN-0047 【통상반(CD)】JECN-0048                                                                  | 3곡 A면 싱글                               |
| 3  | 2006년 2월 1일   | ソメイヨシノ 소메이요시노                                            | E☆E                    | E☆E                 | 【완전초회한정반(CD)】JECN-0086 【통상반(CD)】JECN-0087                                                          |                                            |
| 4  | 2006년 6월 28일  | The Rainbow Star                                                     | E☆E                    | E☆E                 | 【완전초회한정반(CD+DVD)】JECN-0098/99 【통상반(CD)】JECN-0100                                                   |                                            |
| 5  | 2007년 2월 7일   | 空が泣くから 하늘이 우니까                                           | E☆E                    | E☆E                 | 【완전초회한정반(CD)】JECR-0001 【통상반(CD)】JECR-0002                                                          |                                            |
| 6  | 2008년 4월 2일   | Kurikaesu 春 Kurikaesu 봄                                            | 244ENDLI-x             | E☆E                 | 【완전초회한정반(CD)】JECR-0006 【통상반(CD)】JECR-0007                                                          |                                            |
| 7  | 2009년 4월 10일  | 空 〜美しい我の空 하늘 ~아름다운 나의 하늘                           | 쯔요시 (剛 紫)         | 비 가 쿠 (美 我 空) | 【통상반(CD)】JECR-0013                                                                                          |                                            |
| 8  | 2009년 9월 9일   | RAIN                                                                 | 도모토 쯔요시 (堂本剛) |                     | 【초회반(CD)】JECR-0016 【통상반(CD)】JECR-0017                                                                  |                                            |
| 9  | 2011년 4월 6일   | 縁を結いて 인연을 맺으며                                             | 도모토 쯔요시 (堂本剛) | SHAMANIPPON         | 【초회한정반A(CD+DVD)】JECR-0018/19 【초회한정반B(CD+DVD)】JECR-0020/21 【통상반(CD)】JECR-0022                  |                                            |
| 10 | 2011년 9월 7일   | Nijiの詩 Niji의 노래                                                 | 도모토 쯔요시 (堂本剛) | SHAMANIPPON         | 【초회반A(CD)】JECR-0023 【초회반B(CD+DVD)】JECR-0024/25 【통상반(CD)】JECR-0026                                 |                                            |
| 11 | 2013년 9월 11일  | 瞬き 깜빡임                                                          | 도모토 쯔요시 (堂本剛) | SHAMANIPPON         | 【초회반A(CD+DVD)】JECR-0038/39 【초회반B(CD+DVD)】JECR-0040/41 【초회반C(CD)】JECR-0042 【통상반(CD)】JECR-0043 |                                            |
| 12 | 2014년 11월 23일 | PANTIES が だしたいんだ どしても PANTIES를 내고 싶어 어떻게 해서라도 | 도모토 쯔요시 (堂本剛) | SHAMANIPPON         | 【꽃 팬티】JECT-0019 【거품 팬티】JECT-0020                                                                      | CD 부착 속옷이라고 하는 형식으로 한정 발매 |
| 13 | 2018년 8월 22일  | one more purple funk… -硬命 katana-                                  | ENDRECHERI             | ENDRECHERI          | 【초회반A(CD+DVD)】JECR-0062/63 【초회반B(CD+DVD)】JECR-0064/65 【통상반(CD)】JECR-0066                          | dTV 오리지널 드라마 은혼2 주제가           |

### 앨범
|    | 발매일          | 타이틀                                                                                 | 명의                   | 프로젝트명          | 품번 | 비고 |
| -- | --------------- | -------------------------------------------------------------------------------------- | ---------------------- | ------------------- | --- | ---- |
| 1  | 2002년 8월 7일  | ROSSO E AZZURRO                                                                        | 도모토 쯔요시 (堂本剛) |                     | 【통상반(CD)】JECN-0030                                                                                          |      |
| 2  | 2004년 8월 18일 | [síː]                                                                                  | 도모토 쯔요시 (堂本剛) |                     | 【완전초회생산반(CD+DVD)】JECN-0053/54 【통상반】JECN-0055                                                       |      |
| 3  | 2006년 3월 1일  | Coward                                                                                 | E☆E                    | E☆E                 | 【완전초회생산반(CD+DVD)】JECN-0092/93 【통상반】JECN-0094                                                       |      |
| 4  | 2007년 4월 11일 | Neo Africa Rainbow Ax                                                                  | E☆E                    | E☆E                 | 【완전초회생산반(CD+DVD)】JECR-0003/04 【통상반】JECR-0005                                                       |      |
| 5  | 2008년 4월 2일  | I AND 愛 I AND 사랑                                                                    | 244 ENDLI-x            | E☆E                 | 【초회반A(CD+DVD)】JECR-0008/09 【초회반B(CD+LIVE CD)】JECR-0010/11 【통상반】JECR-0012                          |      |
| 6  | 2009년 4월 10일 | 美 我 空 - ビ ガ ク 〜 my beautiful sky 아름다움 나 하늘 - 비 가 쿠 ~ my beautiful sky | 쯔요시 (剛 紫)         | 비 가 쿠 (美 我 空) | 【완전초회생산반(CD)】JECR-0014 【통상반】JECR-0015                                                              |      |
| 7  | 2012년 4월 11일 | shamanippon -ラカチノトヒ- shamanippon -힘 의람사-                                     | 도모토 쯔요시 (堂本剛) | SHAMANIPPON         | 【초회반A(2CD+DVD)】JECR-0027-29 【초회반B(2CD+DVD)】JECR-0030-32 【통상반】JECR-0033 【이벤트 한정반】JECR-0034 |      |
| 8  | 2014년 2월 12일 | shamanippon -ロイノチノイ- shamanippon -색 의명생-                                     | 도모토 쯔요시 (堂本剛) | SHAMANIPPON         | 【초회반A(CD+DVD)】JECR-0044-45 【초회반B(CD+DVD)】JECR-0046-47 【통상반】JECR-0048                              |      |
| 9  | 2015년 5월 20일 | TU                                                                                     | 도모토 쯔요시 (堂本剛) | SHAMANIPPON         | 【초회반A(CD+DVD)】JECR-0049-50 【초회반B(CD+DVD)】JECR-0051-52 【통상반】JECR-0053                              |      |
| 9  | 2015년 9월 2일  | TU                                                                                     | 도모토 쯔요시 (堂本剛) | SHAMANIPPON         | 【아날로그 레코드】JEJR-0001                                                                                     |      |
| 10 | 2018년 5월 2일  | HYBRID FUNK                                                                            | ENDRECHERI             | ENDRECHERI          | 【초회반A(CD+DVD)】JECR0057 【초회반B(CD+DVD)】JECR0059 【통상방】JECR0061                                       |      |

### 미니 앨범
|   | 발매일         | 타이틀           | 명의                   | 품번                                               | 비고 |
| - | -------------- | ---------------- | ---------------------- | -------------------------------------------------- | ---- |
| 1 | 2016년 6월 8일 | Grateful Rebirth | 도모토 쯔요시 (堂本剛) | 【초회반(CD+DVD)】JECR-0054-55 【통상반】JECR-0056 |      |

### 기획 앨범
|   | 발매일           | 타이틀 | 명의                   | 품번     | 비고               |
| - | ---------------- | ------ | ---------------------- | -------- | ------------------ |
| 1 | 2011년 10월 21일 | Nippon | 도모토 쯔요시 (堂本剛) | GSCD-083 | 구주 15개국만 발매 |

### 커버 앨범
|   | 발매일         | 타이틀    | 명의                   | 품번                                               | 비고 |
| - | -------------- | --------- | ---------------------- | -------------------------------------------------- | ---- |
| 1 | 2013년 5월 8일 | カバ 카바 | 도모토 쯔요시 (堂本剛) | 【초회반(CD+DVD)】JECR-0035-36 【통상반】JECR-0037 |      |

## 출연

### 텔레비전

#### 드라마
도모토 나오히로 명의
- 젊은 대장 천하 미안! 제31화 (1987년 7월, TV 아사히) - 주군의 아역 시절 역
- 아내 그리고 여자 시리즈 (마이니치 방송)
  - (19) 심령 드라마 스페셜(4) 〈악몽 후〉 (1987년 8월 17일 ~ 8월 28일)
  - (31) 〈모래 위의 가족〉 (1988년 9월 26일 ~ 11월 25일) - 레귤러 출연
  - (42) 〈생명 짧게~또 마마의 아이가 되고 싶어〉 제11 ~ 37화 (1990년 2월 5일 ~ 3월 30일) - 레귤러 출연

- 다운타운 이야기 제3화 (1987년 10월 20일, 마이니치 방송) - 하마다 마사토시의 아이 시절 역
- 교토 서스펜스 호타루 반딧불이 풀 심중 (1987년 12월 14일, 칸사이 TV) - 히로시 역
- 1·2·3과 4·5·육 (1988년 7월, 칸사이 TV) - 게스트 출연
- 부장 형사 (1989년 2월, ABC TV) - 게스트 출연
- 신·부장 형사 어번 폴리스 24 (1989년, ABC TV) - 게스트 출연
- 하트에 불을 붙여! (1989년, 후지 TV)
  - 하트에 불을 붙여!~메이킹 (1989년, 후지 TV)

- 전원의 에일리언 (1989년 7월, 칸사이 TV)
- 토요 드라마 〈다른 사랑〉 (1990년 1월 6일 ~ 1월 13일, NHK 종합)
- 마경 (1990년 5월 7일 ~ 5월 11일, 칸사이 TV)
- 참상! 천공 검사 제9화 〈초능력 소년·이누치요〉 (1990년 5월 27일, TV 도쿄) - 이누치요 역

도모토 쯔요시 명의
- 연속 TV 소설 카린 제150 ~ 151화 (1994년 4월 1·2일, NHK) - 타가미 카즈노리 역
- 인간·실격~만약 내가 죽는다면~ (1994년 7월 8일 ~ 9월 28일, TBS) - 오오바 마코토 역
- 사랑과 욕망의 독안룡 다테 마사무네 (1995년 1월 1일, TBS) - 본텐마루 역
- 세컨드 찬스 (1995년 4월 14일 ~ 6월 30일, TBS) - 후지이 와타루 역
  - 돌아온 세컨드 찬스 (1996년 12월 20일, TBS) - 노다 와타루 역

- 집 없는 아이 2 최종회 (1995년 7월 8일, 닛폰 TV) - 특별 출연
- 킨다이치 소년의 사건부 시리즈 (닛폰 TV) - 주연·킨다이치 하지메 역
  - 학원 7대 불가사의 (1995년 4월 8일)
  - 제1시리즈 (1995년 7월 15일 ~ 9월 16일)
  - 설야차 전설 살인사건 (1995년 12월 28일)
  - 제2시리즈 (1996년 7월 13일 ~ 9월 14일)
  - 영구보존판 킨다이치 소년의 사건부 (1996년 9월 21일)
  - 오와라이 킨다이치 소년의 사건부 (1997년 4월 12일)

- 누군가가 누군가를 사랑하고 있다 (1996년 3월 29일, TBS) - 코무라 후유키 역
- 어린 시절 (1996년 4월 12일 ~ 6월 28일, TBS) - 주연·아이자와 타케시 역
- 우리의 용기 미만도시 (1997년 10월 18일 ~ 12월 20일, 닛폰 TV) - (주연·타케루 역)*아이바 마사키&마츠모토 준 from아라시, 도모토 코이치 from킨키키즈
- 청의 시대 (1998년 7월 3일 ~ 9월 11일, TBS) - 주연·아즈미 류 역
- 너와 있던 미래를 위해서 ~I'll be back~ (1999년 1월 16일 ~ 3월 20일, 닛폰 TV) - 주연·호리가미 아츠시 역
- to Heart ~사랑하며 죽고 싶어~ (1999년 7월 2일 ~ 9월 17일, TBS) - 주연·토키에다 유지 역
- P.S. 잘 있습니다, 슌페이 (1999년 6월 24일 ~ 9월 16일, TBS) - 토키에다 유지 역 (특별 출연)
- Summer Snow (2000년 7월 7일 ~ 9월 15일, TBS) - 주연·시노다 나츠오 역
- 무카이 아라타의 동물일기 ~애견 로시난테의 재난~ (2001년 1월 3일 ~ 3월 17일, 닛폰 TV) - 주연·무카이 아라타 역
- 루키! 최종화 (2001년 6월 26일, 칸사이 TV) - CD 도둑 역 (특별 출연)
- 학교 선생님 (2001년 10월 7일 ~ 12월 16일, TBS) - 주연·사쿠라기 센타로 역
- 꿈의 캘리포니아 (2002년 4월 12일 ~ 6월 28일, TBS) - 주연·야마자키 슈 역
- 모토카레 (2003년 7월 6일 ~ 9월 7일, TBS) - 주연·카시와바 토지 역
- 홈 드라마! (2004년 4월 16일 ~ 6월 25일, TBS) - 주연·이사카 쇼고 역
- 라스트 프레젠트 (2005년 6월 11일, TV 아사히) - 주연·칸자키 켄지 역
- 별에 소원을 ~7다다미로 태어난 410만의 별~ (2005년 8월 26일, 후지 TV) - 주연·오오히라 타카유키 역
- 33분 탐정 시리즈 (후지 TV) - 주연·안바 로쿠로 역
  - 33분 탐정 (2008년 8월 2일 ~ 9월 27일)
  - 돌아오는 건가!? 33분 탐정 (2009년 3월 21일)
  - 돌아온 33분 탐정 (2009년 3월 28일 ~ 4월 18일)

- 텐마 씨가 간다 (2013년 7월 15일 ~ 9월 23일, TBS) - 주연·호카이 텐마 역
- 플라토닉 (2014년 5월 25일 ~ 7월 13일, NHK BS 프리미엄) - 청년 역

- 우리들의 용기 미만도시 2017 (ぼくらの勇気 未満都市 2017) (2017년 7월 21일, 닛뽄 TV) *아이바 마사키&마츠모토 준 from아라시, 도모토 코이치 from킨키키즈

#### 버라이어티
도모토 나오히로 명의
- 2시의 와이드 쇼 (1987년 8월, 요미우리 TV)
- -TV MAGAZINE- 맑음 때때로 타카진 (1989년 3월, ABC TV)
- 장난꾸러기 TV국 (1989년 가을, 요미우리 TV) - 프로그램 사회를 담당해, 키다 타로와도 공동 출연.

도모토 쯔요시 명의
- 과연! 더 월드 (1995년 5월 ~ 12월, 후지 TV)
- 도모토 쯔요시의 DO-YA! (1996년 10월 1일 ~ 1997년 9월 30일, 아사히 방송)
- 쯔요 짱 도모토 점포 (1999년 3월 29일 ~ 9월 27일, 닛폰 TV)
- 도모토 쯔요시의 쇼지키 신도이 (2002년 10월 9일 ~ 2009년 9월 30일, TV 아사히)
  - 도모토 쯔요시의 아침까지 신도이 (2006년 1월 6일, TV 아사히)
  - 도모토 쯔요시의 아침까지 신도이 (2007년 1월 3일, TV 아사히)
  - 아침까지 신도이 (2008년 1월 2일, TV 아사히)

- 도모토 쯔요시, 심호흡. 고향 나라를 걷다 (2008년 4월 12일, 나라 TV)
- 24CH△NNEL (2009년 10월 7일 ~ 2010년 3월 31일, TV 아사히)
- 코코로미→도모토 쯔요시의 코코로미 (2010년 9월 25일 ~ 부정기, NHK 교육→NHK BS 프리미엄)
- 도쿄 라이브 24시 (2014년 4월 3일 ~ 4월 10일, TV 도쿄) - 목요 담당 MC
- 도모토 쯔요시의 야카라네 (2014년 4월 12일, MBS)
- 도쿄 라이브 22시 (2014년 10월 ~ 2015년 9월, TV 도쿄)
- ~돌격! 처음 뵙겠습니다 버라이어티~이치겐 상 (2015년 10월 ~ , TV 도쿄)

### 영화
도모토 나오히로 명의
- 저녁 하늘 맑게 개어 (1988년, 교육 영화)
- 나와 강아지의 개구쟁이 대사건 (1988년, 쿄와 교육 영화사)
- 여제 카스가노 츠보네 (1990년, 토에이)

도모토 쯔요시 명의
- 200X년·쇼 (1992년, 휴맥스)
- 슛! (1994년, 쇼치쿠)
- 킨다이치 소년의 사건부·상하이 인어 전설 (1997년, 토호) - 주연·킨다이치 하지메 역
- 판타스티포 (2005년, 제이 스톰) - 주연·코이노보리 하이지 역
- 도모토 쯔요시 헤이안 신궁 공연 2011 한정 특별 상영 헤이안유키 heianyuki (2012년)
- 러시 프라이드와 우정 (2014년, 가가) - 니키 라우다 (다니엘 브륄) 역 (더빙)
- 은혼 (2017년, 워너 브라더스 영화) - 타카스기 신스케 역
- 은혼 2: 규칙은 깨라고 있는 것 (2018년, 워너 브라더스 영화) - 타카스기 신스케 역

### 내용주
1. ↑  KinKi Kids의 1st 앨범 《A album》에 수록되어, 이 시점에서 솔로 데뷔는 아니었다.